# Dagmar Pecková
Dagmar Pecková (* 4. dubna 1961 Medlešice) je česká operní pěvkyně, mezzosopranistka.

## Kariéra
Absolvovala Pražskou konzervatoř a operní studium v Drážďanech. Vystřídala angažmá v drážďanské Semperově opeře a Státní opeře v Berlíně, představila se též v řadě dalších významných světových scén (Stuttgart, Ženeva, Mnichov, San Francisco, Paříž, Barcelona aj.) včetně londýnské Královské opery Covent Garden.
V rámci své koncertní činnosti vystupovala na pódiích ve Vídni, Madridu, Londýně, Tokiu, Curychu, Montréalu, Moskvě a řadě dalších měst. Zpívala též v newyorské Carnegie Hall a na mezinárodních festivalech v Bregenzu, San Sebastiánu, Edinburgh International Festival, Salcburském festivalu, Pražském jaru nebo Schleswig-Holstein Music Festival, kde byla v roce 2014 rezidenční umělkyní.
Spolupracovala a spolupracuje s Českou filharmonií i dirigenty (Jiří Bělohlávek, Sir Charles Mackerras, Richard Hickox, Libor Pešek). Na hudební nosiče nahrála árie Gustava Mahlera a Wolfganga Amadea Mozarta. K uměleckým činnostem patří také činoherní aktivity – Jiráňovo představení Carmen y Carmen, ve kterém jako Carmen vystupuje společně s Bárou Hrzánovou, a Mistrovská lekce Terrence McNallyho, v níž na scéně Městského divadla Mladá Boleslav ztvárnila Marii Callasovou.
V roce 2000 obdržela Cenu Thálie v oboru opera za roli Carmen v inscenaci pražského Národního divadla za rok 1999. Stala se i držitelkou krajského vyznamenání Ceny za zásluhy o Pardubický kraj.
28. září 2022 ji předseda Senátu Parlamentu ČR Miloš Vystrčil předal (spolu s dalšími 18 oceněnými) stříbrnou medaili předsedy Senátu. Byla oceněna mimo jiné za založení festivalu Zlatá Pecka na podporu mladých začínajících talentů.
V rodné Chrudimi od roku 2017 pořádá každoroční pěvecký festival vážné hudby Zlatá Pecka, spojený také s pěveckým kursem.
V roce 2024 byla oceněna medailí Za zásluhy I. stupně, za zásluhy o stát v oblasti umění.

## Diskografie
V roce 2015 vydala Dagmar Pecková ve spolupráci s vydavatelstvím Supraphon album s názvem Hříšnice, na kterém nazpívala árie osudových hrdinek, jako jsou Máří Magdalena, Herodiada, Dalila, Medea, Elektra či Salomé. Nahrávka vznikla ve spolupráci s dirigentem Aleksandarem Markovićem, Slovenskou filharmonií a Slovenským filharmonickým sborem. Je držitelkou tří Zlatých desek Supraphonu – za album Dvořákovy písně (2001) a za alba Wanted (2017) a Nativitas (2018).
Diskografie:
- Exaltatio, Vánoční koledy, 2020
- Nativitas, Vánoční koledy, 2018
- Mahler, Píseň o zemi, 2018
- Wanted, Písně Kurta Weilla, 2017
- Hříšnice, 2015
- Sny, Wagner, Mahler, Brahms, Berio, 2014
- Dvořák, Stabat Mater, 2012
- Mahler, Symfonie č. 2, 2011
- Mahler, Symfonie č. 8, 2010
- Martinů, Nipponari, Kouzelné noci, Česká rapsodie, 2008
- Debussy, Le Martyre de St. Sebastien, 2008
- Liszt, Die Legende Von Der Heiligen Elisabeth, 2005
- Best Arias, 2003
- Schumann, Das Paradies und die Peri, 2002
- Mahler, Schönberg, Symfonie č. 8, Jakobův žebřík, 2002
- Árie ze světových oper, Mozart, Mascagni, Leoncavallo, Čajkovskij, Bizet, 2002
- Dvořák, Písňový recitál, 2001
- Eben, Písně, 2000
- Písně, Strauss, Schoeck, Berg, 2000
- Mahler, Symfonie č. 3, 1999
- Písňový recitál, Wagner, Schönberg, Zemlinsky, Brahms, 1999
- Janáček, Zápisník zmizelého, Sonáta es moll „Z ulice“, 1998
- Janáček, Káťa Kabanová – Opera o 3 dějstvích – komplet, 1997
- Mahler, Písně, Adagietto, 1996
- Berio, Mahler, Písně / lidové písně, 5 raných písní, Chlapcův kouzelný roh, 1996
- Mozart, Árie z Mozartových oper, 1994
- Janáček, Moravská lidová poezie, 1994
- Janáček, Balady, 1994
- Slavický, Symfonieta č. 4, 1994[12]

## Osobní život
Pecková pochází z Medlešic, kde i vyrůstala (do roku 1985 samostatné obce, od té doby místní části Chrudimi).
V současnosti je jejím manželem německý hudebník Klaus Schiesser. Má dvě děti. Syna Theodora, jehož otcem je violoncellista Aleš Kaspřík, a ze současného manželství dceru Dorotheu. Jejím předešlým manželem byl novinář Jiří Vejvoda.